# Canton de Rodez-2
Le canton de Rodez-2 est une circonscription électorale française du département de l'Aveyron, créée par le décret du 21 février 2014 et entrée en vigueur lors des élections départementales de 2015.

## Histoire
Un nouveau découpage territorial de l'Aveyron entre en vigueur en mars 2015, défini par le décret du 21 février 2014, en application des lois du 17 mai 2013 (loi organique 2013-402 et loi 2013-403). Les conseillers départementaux sont, à compter de ces élections, élus au scrutin majoritaire binominal mixte. Les électeurs de chaque canton élisent au Conseil départemental, nouvelle appellation du Conseil général, deux membres de sexe différent, qui se présentent en binôme de candidats. Les conseillers départementaux sont élus pour 6 ans au scrutin binominal majoritaire à deux tours, l'accès au second tour nécessitant 12,5 % des inscrits au 1er tour. En outre la totalité des conseillers départementaux est renouvelée. Ce nouveau mode de scrutin nécessite un redécoupage des cantons dont le nombre est divisé par deux avec arrondi à l'unité impaire supérieure. En Aveyron, le nombre de cantons passe ainsi de 46 à 23. Le canton de Rodez-2 fait partie des 21 nouveaux cantons du département, deux cantons conservant leur dénomination (Saint-Affrique et Villefranche-de-Rouergue).

## Représentation
| Période élective | Période élective | Mandat | Mandat   | Identité                                        | Nuance | Nuance | Qualité                                                                     |
| ---------------- | ---------------- | ------ | -------- | ----------------------------------------------- | ------ | ------ | --------------------------------------------------------------------------- |
| 2015             | 2021             | 2015   | 2021     | Évelyne Frayssinet                              |        | DVD    | Gérante de société                                                          |
| 2015             | 2021             | 2015   | 2019     | Bernard Saules (Décédé le 8/3/2019)             |        | LR     | Retraité cadre bancaire Ancien conseiller municipal de Rodez                |
| 2015             | 2021             | 2019   | 2021     | Serge Julien (Remplaçant)                       |        | LR     | Conseiller municipal (opposition) de Rodez                                  |
| 2021             | 2028             | 2021   | en cours | Serge Julien                                    |        | LR     | Conseiller sortant                                                          |
| 2021             | 2028             | 2021   | en cours | Emilie Saules-Le Bars (fille de Bernard Saules) |        | DVD    | Avocate à Rodez, vice-présidente chargée de la commission d'appels d'offres |

### Résultats détaillés

#### Élections de mars 2015
À l'issue du 1er tour des élections départementales de 2015, deux binômes sont en ballottage : Évelyne Frayssinet et Bernard Saules (DVD, 50,75 %) et Martine Bezombes et Serge Bories (PS, 33,94 %). Le taux de participation est de 48,84 % (3 955 votants sur 8 098 inscrits) contre 59,71 % au niveau départemental et 50,17 % au niveau national.
Au second tour, Évelyne Frayssinet et Bernard Saules (DVD) sont élus avec 56,79 % des suffrages exprimés et un taux de participation de 47,52 % (1 954 voix pour 3 848 votants et 8 098 inscrits).

#### Élections de juin 2021
Le premier tour des élections départementales de 2021 est marqué par un très faible taux de participation (33,26 % au niveau national). Dans le canton de Rodez-2, ce taux de participation est de 34,89 % (2 900 votants sur 8 313 inscrits) contre 43,28 % au niveau départemental. À l'issue de ce premier tour, deux binômes sont en ballottage : Serge Julien et Emilie Saules-Le Bars (DVD, 39,18 %) et Martine Bezombes et Christophe Lauras (DVC, 26,22 %).
Le second tour des élections est marqué une nouvelle fois par une abstention massive équivalente au premier tour. Les taux de participation sont de 34,3 % au niveau national, 39,56 % dans le département et 33,66 % dans le canton de Rodez-2. Serge Julien et Emilie Saules-Le Bars (DVD) sont élus avec 58,81 % des suffrages exprimés (1 409 voix pour 2 799 votants et 8 316 inscrits),,.

## Composition
| Nom                           | Code Insee | Intercommunalité       | Superficie (km2) | Population (dernière pop. légale)               | Densité (hab./km2) | Modifier                                    |
| ----------------------------- | ---------- | ---------------------- | ---------------- | ----------------------------------------------- | ------------------ | ------------------------------------------- |
| Rodez (bureau centralisateur) | 12202      | CA Rodez Agglomération | 11,18            | Fraction : 9 955 (2022) Commune : 24 136 (2022) | 2 159              | modifier les données · modifier les données |
| Le Monastère                  | 12146      | CA Rodez Agglomération | 6,73             | 2 301 (2022)                                    | 342                | modifier les données · modifier les données |
| Canton de Rodez-2             | 1217       |                        |                  | 12 256 (2022)                                   |                    | modifier les données                        |

Le canton de Rodez-2 est composé d'une commune entière et d'une fraction de la partie de la commune de Rodez non incluse dans les cantons de Rodez-1 et de Rodez-Onet.

## Démographie
En 2022, le canton comptait 12 256 habitants, en évolution de −0,49 % par rapport à 2016 (Aveyron : +0,37 %, France hors Mayotte : +2,11 %).
| 2013   | 2018   | 2022   |
| ------ | ------ | ------ |
| 12 071 | 12 450 | 12 256 |